# Rinkeby (metropolitana di Stoccolma)
Rinkeby è una stazione della metropolitana di Stoccolma.
Situata presso l'omonimo quartiere, a sua volta incluso all'interno della circoscrizione di Rinkeby-Kista, la fermata è posizionata sul percorso della linea blu T10 della rete metroviaria locale tra le stazioni Rissne e Tensta.
La sua apertura ufficiale ebbe luogo il 31 agosto 1975, così come molte altre stazioni posizionate sul percorso della linea T10. Originariamente il percorso della linea blu era però differente rispetto a quello attuale: infatti il 19 agosto 1985 divennero operative cinque nuove stazioni, da Huvudsta fino a Rissne (comprese) e si ridisegnò un nuovo assetto. Prima di quel giorno, viaggiando in direzione sud-ovest, si transitava per la fermata di Hallonbergen, procedendo poi lungo quello che oggi è il percorso dell'altra linea blu, la T11, fino al capolinea.
Rinkeby dispone di due piattaforme sotterranee, collocate sotto il centro commerciale Rinkeby centrum. L'ingresso è invece ubicato sulla piazzetta Rinkebytorget. È stata progettata dagli architetti Michael Granit e Per H. Reimers, mentre gli interni presentano contributi artistici dell'artista Nisse Zetterberg.
Il suo utilizzo medio quotidiano durante un normale giorno feriale è pari a 7.000 persone circa.

## Tempi di percorrenza
| Linea | Capolinea       | Tempo  | Stazione                               | Tempo                |
| T10   | Hjulsta         | 4 min  | Västra skogen Fridhemsplan T-Centralen | 11 min 14 min 17 min |
| T10   | Kungsträdgården | 19 min | Västra skogen Fridhemsplan T-Centralen | 11 min 14 min 17 min |